# 响水乡 (湘潭市)
响水乡位于湖南省湘潭市雨湖区正北部，北邻长沙市岳麓区，东邻湘潭市岳塘区，南邻湘潭市雨湖区长城乡、先锋街道、万楼街道，西邻雨湖区姜畲镇。面积138平方公里。原属湘潭县，2009年成建制由湘潭县划归雨湖区管辖，由九华示范区托管，九华示范区涵盖响水乡全境。